# Dag van de Vlag (Caraïben)

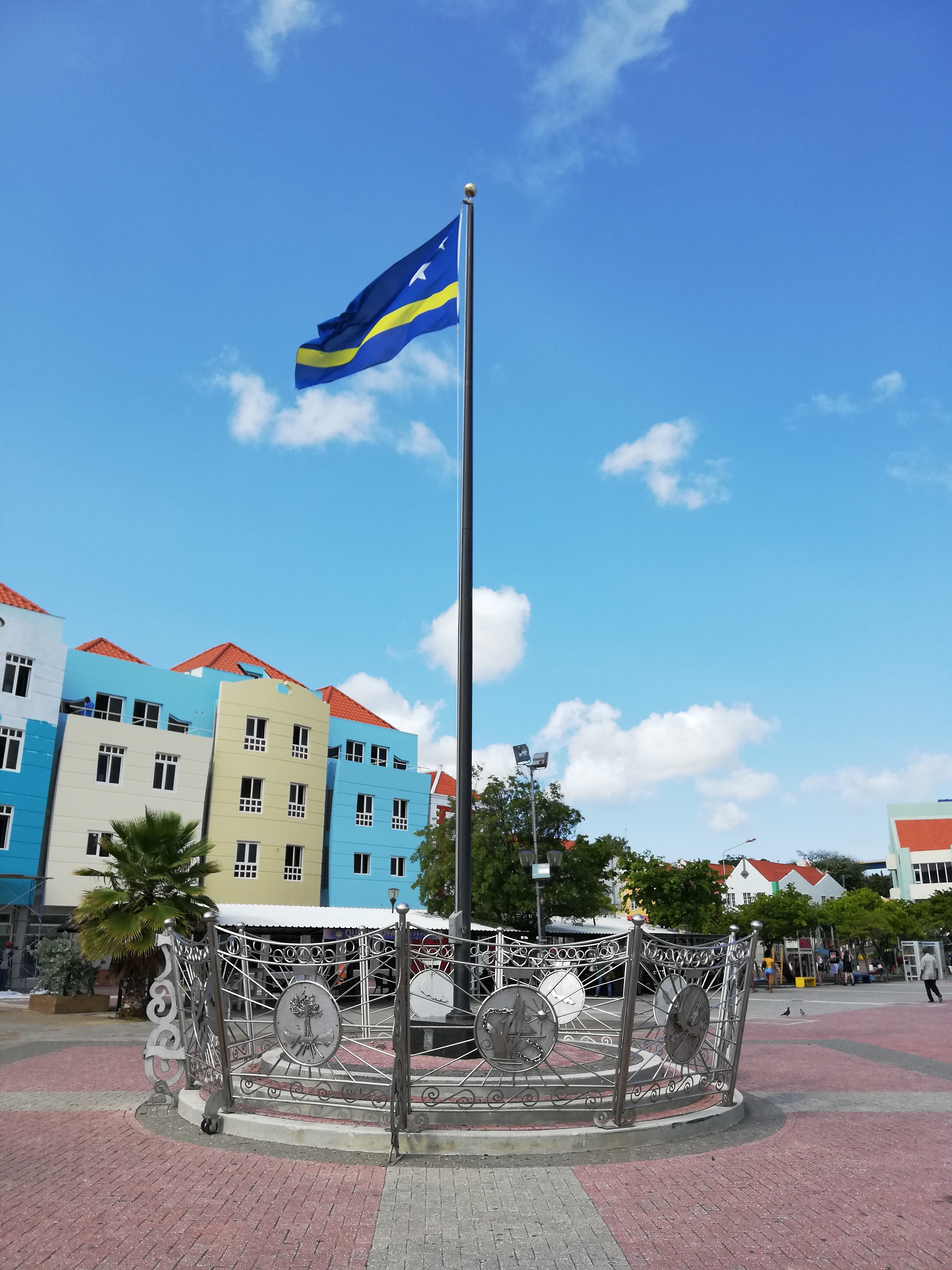
Beeld History in motion van Giovanni Abath op het Brionplein, Willemstad (Curaçao). Het metalen beeld werd op 2 juli 2018, de Dia di Bandera, geplaatst in bijzijn van koning Willem Alexander en koningin Máxima. Het heeft de vorm van een kroon. De medaillons op de zijkanten geven elementen weer die belangrijk zijn voor de Curaçaose samenleving.

De Dag van de Vlag (Papiaments: Dia di Bandera, Engels: Flag Day) is een feestdag op de eilanden van het Caribisch deel van het Koninkrijk der Nederlanden. Ook op veel andere eilanden in het Caraïbisch gebied en in Latijns-Amerikaanse landen bestaat deze feestdag.

## Curaçao
Op Curaçao wordt op 2 juli gevierd dat op die dag in 1951 de Eilandsraad voor de eerste keer bijeen kwam. Op 2 juli 1984 is deze dag uitgeroepen tot "Dia di Bandera" ("Dag van de Vlag").
De dag staat in het teken van officiële plechtigheden in de ochtend op het Brionplein in Otrobanda en in Parke Himno i Bandera (Park van het Volkslied en de Vlag) in Barber op het westelijke deel van het eiland Curaçao. Op het Brionplein vindt tevens de uitreiking plaats van de Krus di Mérito Kórsou. Op deze dag wordt op veel plaatsen de vlag van Curaçao uitgehangen en zijn er veel programma's op de lokale televisie aan deze dag gewijd. Ook zijn er verschillende activiteiten in Willemstad.

## Andere eilanden
De andere eilanden van de voormalige Nederlandse Antillen kennen ook dezelfde of een soortgelijke feestdag, maar elk op een andere datum.
| Data van feestdagen  | Data van feestdagen         | Data van feestdagen             |
| -------------------- | --------------------------- | ------------------------------- |
| Deelgebied           | Datum                       | Feestdag                        |
| Aruba                | 18 maart                    | Dia di Himno y Bandera          |
| Bonaire              | 6 september                 | Bonairedag                      |
| Curaçao              | 2 juli                      | Dia di Bandera                  |
| Saba                 | eerste vrijdag van december | Saba Day                        |
| Sint Eustatius       | 16 november                 | Statia Day                      |
| Sint Maarten         | 11 november                 | Sint Maartendag                 |
| Nederlandse Antillen | 21 oktober                  | Dag van de Nederlandse Antillen |